# Stir-fry

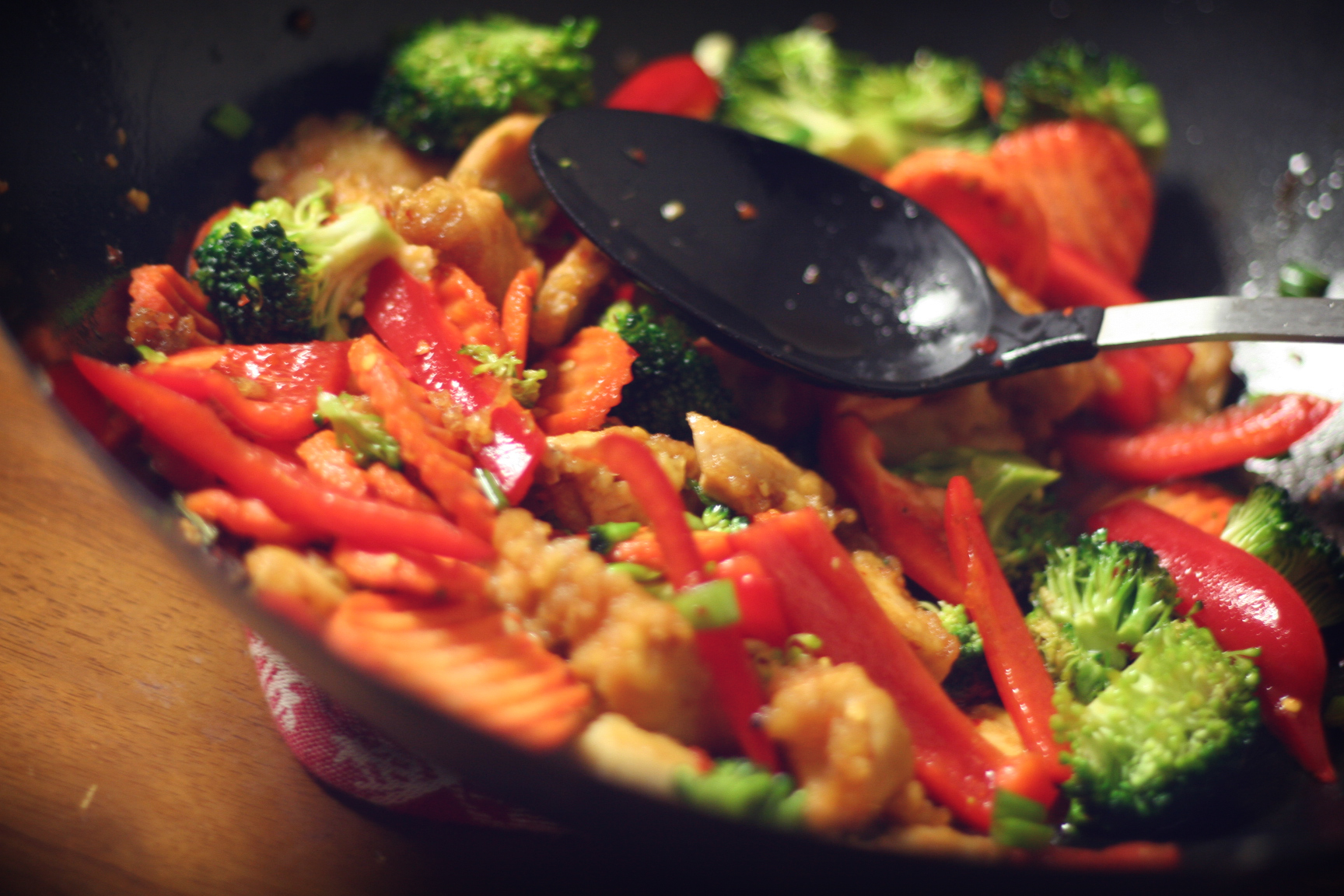
Jídlo připravené pomocí stir-fry ve woku.

Stir-fry (čínsky v českém přepisu čchao, pchin-jinem chǎo, znaky 炒) je čínská kulinářská technika, při které jsou ingredience smažené v malém množství velice horkého oleje při míchání ve woku. Tato technika má původ v Číně, v posledních stoletích se rozšířila do zbytku Asie a světa.
Někteří odborníci se domívají že smažení ve woku se mohlo praktikovat už v Dynastii Chan (206 př. n. l. až 220 n. l.), v minulosti se ovšem používalo pro sušení zrn a nikoliv pro vaření. Své dnešní podoby dostal wok až v říši Ming (1368–1644), kdy jeho tvar dovoloval rychlé zpracování jídel v horkém oleji. Ve 20. století si již velká část restaurací a bohatších rodin mohla dovolit dostatek oleje a paliva na stir-fry, dominantní technikou zůstalo vaření v horké vodě a páře. Stir-fry se začalo více rozšiřovat, až když palivo a olej začalo být levnější a dostupnější pro více lidí.
Stir-fry bývá častokrát doporučováno jako zdravá příprava jídla, kvůli tomu, že jídla připravená díky stir-fry v sobě častokrát obsahují zeleninu, maso a ryby, které mají nízký obsah tuku.
Termín „stir-fry“ byl poprvé použit v kuchařce How to Cook and Eat in Chinese jako označení techniky čchao.

## Historie

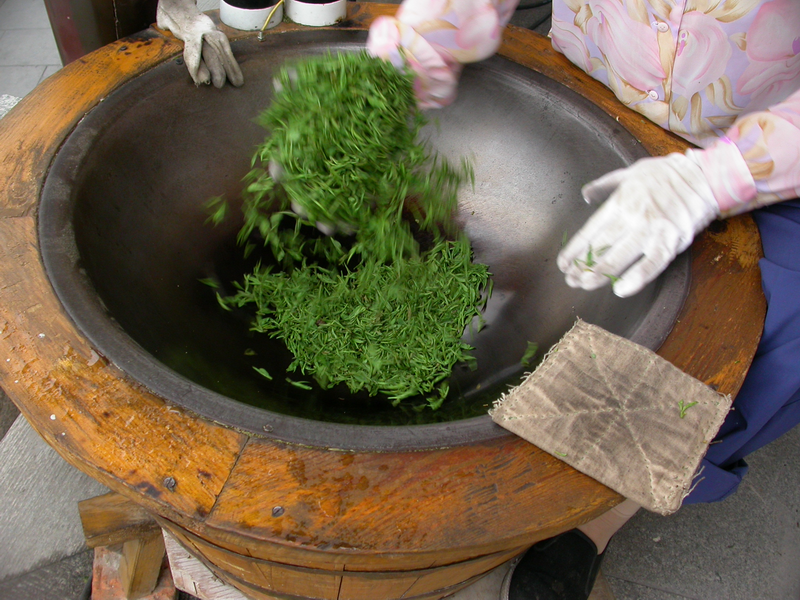
Během Říše Tchang termín čchao označoval metodu sušení čajovníkových listů

### V Číně
Čínský znak 炒 se nachází i na nápisech na bronzu z období Východní Čou (771–256 př. n. l.), ale ne ve smyslu stir-fry. V dynastii Chan (206 př. n. l. až 220 n. l.) byla technika podobná dnešnímu stir-fry používána k sušení zrn.
Termín čchao se poprvé objevuje ve smyslu stir-fry v zemědělské příručce Čchi-min jao-šu v receptu na míchaná vajíčka. V textech z říše Tchang (618–907) termín čchao označuje metodu sušení čajovníkových listů. Termín se znovu objevuje jako metoda zpracování jídel v dochovaných receptech z říše Sung (960–1279), což je také období, kdy se v Číně začal na smažení používat rostlinný olej namísto živočišných tuků.
Populární začal být až v období říše Ming (1368–1644), částečně protože dřevo a dřevěné uhlí začalo být ve velkých městech drahé a díky stir-fry mohlo být jídlo připraveno rychle bez plýtvání paliva.